# Distrito de Refahiye
Refahiye (en kurdo: Gercan, en armenio: Կերճանիս, Gerjanis) es un distrito de Turquía en la provincia de Erzincan en la región de Anatolia Oriental. Cubre un área de 1.744 km² y tiene una altitud de 1.589 m. El distrito tiene una población de 10.569 habitantes, de los que 3730 viven en Refahiye.  (2010) Üzümlü. (2010). El alcalde es Vezir Dumanlı (AKP).
Está en la línea de ferrocarril asiática. La provincia es conocida por sus bosques y montañas, y hay una gran industria melífera en varias aldeas de Refahiye, esta región sufrió gravemente el terremoto de 1939. 